# Колодзєєво
Колодзєєво (пол. Kołodziejewo, нім. Altraden) — село в Польщі, у гміні Яніково Іновроцлавського повіту Куявсько-Поморського воєводства.
Населення — 819 осіб (2011).
У 1975-1998 роках село належало до Бидгощського воєводства.

## Демографія
Демографічна структура станом на 31 березня 2011 року:
|          | Загалом | Допрацездатний вік | Працездатний вік | Постпрацездатний вік |
| -------- | ------- | ------------------ | ---------------- | -------------------- |
| Чоловіки | 395     | 94                 | 270              | 31                   |
| Жінки    | 424     | 105                | 233              | 86                   |
| Разом    | 819     | 199                | 503              | 117                  |